# Valentin Belaud
Valentin Belaud (Le Chesnay, 16 settembre 1992) è un pentatleta francese.

## Biografia
Ha frequentato l'Institut national du sport, de l'expertise et de la performance (INSEP).
È pluricampione mondiale ed europeo. Ha rappresentato la Francia ai Giochi olimpici estivi di Rio de Janeiro 2016, dove si è piazzato al ventesimo posto nella gara maschile e Tokyo 2020, in cui ha concluso 11º.
Al ritorno dai Giochi mondiali militari di Wuhan 2019, in ottobre, lui e la sua compagna Élodie Clouvel stati entrambi infettati dal COVID-19.

## Palmarès
- Mondiali:

Kaohsiung 2013: oro nella staffetta mista.
Varsavia 2014: oro nella staffetta e argento a squadre.
Mosca 2016: oro individuale e bronzo a squadre.
Il Cairo 2017: bronzo nella staffetta mista.
Città del Messico 2018: oro a squadre e nella staffetta maschile.
Budapest 2019: oro nell'individuale.
Budapest 2019: oro nell'individuale, argento nella staffetta mista.
Alessandria d'Egitto 2019: oro a squadre.
- Giochi europei

Cracovia e Piccola Polonia 2023: argento a squadre;
- Europei:

Székesfehérvár 2014: argento nella staffetta.
Bath 2015: oro a squadre.
Sofia 2016: argento a squadre.
Minsk 2017: bronzo individuale e a squadre.
Székesfehérvár 2018: oro a squadre.
Bath 2019: argento a squadre.
Székesfehérvár 2018: argento a squadre.